# Гнездо жаворонка
«Гнездо жаворонка» (итал. La Masseria delle allodole) — кинофильм 2007 года по книге итальянского прозаика и литературоведа Антонии Арслан о геноциде армян в Османской империи.

## История
Фильм был создан на основе книги «Усадьба жаворонков». Автором книги является Антония Арслан, итальянский литературовед и переводчица, армянка по происхождению. Книга была издана в Италии восемь раз и переведена на многие языки мира, а также была многократно удостоена многих литературных премий. Помощь в создании оказала продюсер Грация Вольпи. За свой фильм братья Тавиани в Ереване во время проведения кинофестиваля «Золотой абрикос 2007» получили награду от имени президента Армении «За вклад в дело Международного признания геноцида», а также от фестиваля — почётный «Золотой абрикос» за вклад в киноискусство. На вручении награды один из братьев Тавиани поведал, что в детстве была домработница армянка Меланья, которая им рассказывала про геноцид, а позже, прочитав книгу, решили сделать фильм.
При съёмках Турция, посредством премьера Эрдогана, пыталась помешать съёмкам фильма — в итоге акцент в сценарии был перенесён с общенациональной трагедии на более частную историю одной семьи и одной деревни.
На лицензионном DVD фильм в России выпустила фирма CP Digital.

## Сюжет
1915 год. Война далеко от небольшого турецкого городка, где находится фамильное поместье «Гнездо жаворонка» армянской семьи Авакян. В поместье проходят похороны патриарха, на которые прибывает полковник Аркан — представитель турецких властей. Арам, младший брат, от лица всего семейства благодарит полковника за приезд, который символизирует единение двух народов. Отец оставил поместье старшему сыну — Асатуру, который должен вернуться из Италии. Он много лет проработал доктором в Падуе. Долгожданную встречу ждут все: Арам и его жена Арминэ, тётушка Асмиг и юный Аветис с сёстрами, а также сестра Арама, полная жизни молодая Нуник, которая переживает муки тайной любви к молодому турецкому офицеру Эгону. Эгон входит в движение младотурок — политическую партию, которая тайно готовится к тому, чтобы воплотить миф о Великой Турции в реальность. Однако Эгон отказывается участвовать в геноциде и уезжает на фронт.
Мужчины семьи Авакян убиты, а женщины вместе с Аветисом, которому удалось выжить благодаря тому, что он оделся девочкой, пускаются под турецким конвоем в долгий, полный унижений и страданий путь через пустыню. Нуник готова пожертвовать всем, чтобы добыть еду для маленьких племянниц и Аветиса. Она знакомится с турецким конвойным по имени Юсуф, который сохранил человеческий облик среди палачей, пожалел, а вскоре — полюбил Нуник. Приходит неожиданное спасение, но не всем героям суждено выжить.

## В ролях
| Актёр               | Роль              |
| ------------------- | ----------------- |
| Пас Вега            | Нуник             |
| Мориц Блайбтрой     | Юсуф              |
| Алессандро Прециози | Эгон              |
| Анхела Молина       | Эсменэ            |
| Арсинэ Ханджян      | Арминэ            |
| Христо Живков       | Саркис            |
| Христо Шопов        | Исман             |
| Асен Блатечки       | сержант Мудир     |
| Юлиан Вергов        | турок-националист |

## Награды
- 2007 Давид ди Донателло
  - номинация в категории «лучший дизайн костюмов»
  - номинация в категории «лучший производственный дизайн»
  - номинация в категории «лучшие визуальные эффекты»
- 2007 Серебряная лента
  - номинация в категории «лучший дизайн костюмов»
  - номинация в категории «лучший производственный дизайн»